# Алмаджик
Алмаджик (на турски: Elmacık, Елмаджик) е село в Източна Тракия, Турция, Околия Кофчаз, Вилает Лозенград (Къркларели). Населението му в 2000 година е 354 души.

## География
Селото се намира в западното подножие на Странджа, на 3 километра южно от околийския център Кофчаз и на 23 километра северно от вилаетския център Лозенград (Къркларели).

## История
В 19 век Алмаджик е българско село в Кърклисийска кааза на Одринския вилает на Османската империя. Според „Етнография на вилаетите Адрианопол, Монастир и Салоника“, издадена в Константинопол в 1878 година и отразяваща статистиката на населението от 1873 Алмаджик (Almadjik) има 43 домакинства и 56 мюсюлмани и 157 българи.
Според статистиката на професор Любомир Милетич в 1912 година в селото живеят 40 български екзархийски семейства, заедно с гърци.
При избухването на Балканската война в 1912 година един човек от Алмаджик е доброволец в Македоно-одринското опълчение.
Българското население на Алмаджик се изселва след Междусъюзническата война в 1913 година.

## Личности
Родени в Алмаджик
- Яни Петков Черелов (1879 – 1946), македоно-одрински опълченец, жител на Бургас, 1 рота на Лозенградската партизанска дружина[4]